# Marc Cispi
Marc Cispi (en llatí Marcus Cispius) va ser un magistrat i polític romà del segle i aC. Formava part de la gens Císpia, una antiga gens romana d'origen plebeu.
Va ser elegit tribú de la plebs l'any 57 aC, quan Ciceró va retornar del seu desterrament. Va ser partidari de Ciceró junt amb el seu pare i el seu germà, tot i que uns anys abans havien tingut un afer legal on Ciceró actuava d'acusador. Aquest suport familiar a Ciceró els va arribar a posar la vida en perill. Marc Cispi va estar a punt de morir quan les bandes armades enviades per Publi Clodi Pulcre el van atacar i el van expulsar del Fòrum. Cispi més tard va ser acusat de suborn (ambitus) i Ciceró, per agrair-li el suport, el va defensar però no va poder obtenir un veredicte favorable.